# MAPK15
MAPK15 («митоген-активируемая белковая киназа 15»; англ. mitogen-activated protein kinase 12; ERK7; ERK8; КФ:2.7.11.24) — цитозольная серин/треониновая протеинкиназа, семейства MAPK группы ERK, продукт гена MAPK15. Эволюционно эта киназа является крайне консервативной и обнаружена во многих типах организмов, включая P. troglodytes, B. taurus, M. musculus, R. norvegicus, D. rerio, D. melanogaster, C. elegans и X. laevis.

## Структура
MAPK15 состоит из 544 аминокислот, молекулярная масса 59,8 кДа. Описано 3 изоформы белка, предполагается существование ещё одной изоформы.

## Функция
MAPK15 — фермент семейства MAPK из группы киназ, регулируемых внеклеточными сигналами (ERK). MAPK15 регулирует несколько процессов, включая аутофагию, цилиогенез, транспортировка и секреция белков и цельность генома. Контролирует базальную и индуцированную голоданием аутофагию за счёт взаимодействия с GABARAP, MAP1LC3B и GABARAPL1, что приводит к формированию аутофагосом, деградации SQSTM1 и снижению ингибиторного фосфорилирования MAP1LC3B. Регулирует развитие первичного цилия и локализацию цилиарных белков, вовлечённых в структуру, транспорт и перенос сигнала. Препятствует транспортировки ферментов гликозилирования от аппарата Гольджи в эндоплазматический ретикулум, что ограничивает синтез гликозилированных белков. При аминокислотном клеточном голодании MAPK15 опосредует временную разборку эндоплазматического ретикулума и ингибирование секреции. Связывание с хроматином приводит к активации MAPK15 и взаимодействие с PCNA, что обеспечивает защиту цельности генома за счёт ингибирования MDM2-опосредованой деградации PCNA. Регулирует активность и экспрессию переносчика DAT, активируя RhoA. В ответ на действие H2O2 фосфорилирует ELAVL1, предотвращая связывание последнего с PDCD4 3'UTR и делая мРНК PDCD4 доступным для miR-21, что приводит к деградации мРНК и потере экспрессии белка. 
Кроме этого, функции MAPK15, не зависящие от киназной активности, включают отрицательную регуляцию клеточной пролиферации. 
Фосфорилирует FOS и MBP. Во время созревания ооцитов играет роль в организации микротрубочек и клеточного цикла мейоза, оплодотворении яйцеклетки и раннего эбриогенеза. 

## Взаимодействия
MAPK15 взаимодействует с белками GABARAP и MAP1LC3A в процессе стимуляции аутофагии. Кроме этого, реагирует с CDK2, MAPK12 и LTF.

## Клиническое значение
Благодаря своей роли в защите генома и в клеточной подвижности MAPK15 является потенциальной мишенью противораковой терапии. Кроме этого, поскольку эта киназа участвует в регуляции цилиогенеза, MAPK15 может быть также мишенью при цилиопатиях.